# فرانك تومسون (سياسي)
فرانك تومسون (بالإنجليزية: Frank Thompson)‏ هو محامي وسياسي أمريكي، ولد في 26 يوليو 1918 في ترنتون في الولايات المتحدة، وتوفي في 22 يوليو 1989 في بيثيسدا في الولايات المتحدة بسبب مرض. حزبياً، نشط في الحزب الديمقراطي. وقد انتخب عضو جمعية نيوجيرسي العامة وانتخب عضو مجلس النواب الأمريكي.